# Pic des Bareytes
Pic des Bareytes är en bergstopp i Andorra, på gränsen till Frankrike. Den ligger i den nordvästra delen av landet. Toppen på Pic des Bareytes är 2 850 meter över havet.
Den högsta punkten i närheten är Pic de Medécourbe, 2 914 meter över havet, 1,7 kilometer väster om Pic des Bareytes.
I trakten runt Pic des Bareytes förekommer i huvudsak kala bergstoppar.